# 恵信尼
恵信尼（えしんに、寿永元年（1182年）- 文永5年（1268年）？）は、浄土真宗の宗祖とされる僧・親鸞の妻。鎌倉時代の人物。生れは越後国。父は、越後国の豪族・三善為教。

## 人物
親鸞の越後や関東での布教に同行し、長く行動をともにする。

### 結婚
親鸞との結婚の時期については、諸説ある。越後に流罪となった1207年（承元元年）以後に結婚したとする説と、それ以前に結婚していたとの説、越後での再婚説などがある。
時期など不明な点も多いが、恵信尼は越後三善氏の娘であるため、親鸞が越後配流になった際に身の回りの世話をするために結婚したとする説が最近では有力である。

### 子供
親鸞との間に、4男3女（範意〈印信〉小黒女房・善鸞・明信〈栗沢信蓮房〉・有房〈益方大夫入道〉・高野禅尼・覚信尼）の7子をもうける。

### 越後への帰郷
親鸞が関東からの帰京する際の恵信尼の動向については、諸説ある。
1. 京都へは同行せずに、越後に帰郷したとする説。
2. 京都に同行して約20年ともに暮らし、康元元年（1256年）に親鸞の世話を末娘の覚信尼に任せて、越後に帰っていたとする説。
3. 関東での拠点であった「稲田の草庵」に残り、そこで没したとする説。（西念寺寺伝）

弘長2年（1262年）に親鸞が京都で没した際には、越後で喪中陰に服している。没年は正確には不明だが、確認できる最後の消息は文永5年（1268年）3月12日付の覚信尼宛ての書状である。2006年には「文永7年（1270年）9月18日に死去し、19日に大江山に葬られた」という内容の古文書（1811年の写本）が発見されているが、史実かどうかは今のところ不明。

## 恵信尼消息
「恵信尼消息」は、鷲尾教導の調査によって大正10年（1921年）に西本願寺の宝物庫から発見された10通からなる恵信尼の真筆消息（手紙）である。親鸞の妻である越後の恵信尼が、娘にあたる京都の覚信尼に送ったもので、現在も西本願寺にあり、全て巻物1巻に収められている。第1,2通は譲状、第3通から第6通は親鸞入滅を看取った覚信尼からの知らせに対して出された親鸞生前の追想、第7通以降は凶作下における身辺の生活を語りつつ自己の信心を伝えている。親鸞やその家族の晩年における布教活動や、言行を知る上での非常に貴重な史料である。これらの書状が発見されたことにより、親鸞の実在が確認された経緯がある。
鎌倉時代の女性の手紙が纏まって残っている事自体、極めて珍しい。手紙の内容も格調高く、豊かな言葉で綴られている事実から、恵信尼はかなり教養が深い女性であったと推定できる。
二松學舍大学の小山聡子によると、消息の内容と親鸞の著作などとの対比から、親鸞と妻子の信仰が必ずしも一致していなかったとしている。例えば、第3通によれば、恵信尼は親鸞を観音菩薩の化身であると考えてそれゆえに極楽往生を確信している。また、同通によれば娘の覚信尼が親鸞の臨終のときに何ら奇瑞が起きなかったことを不安に感じていることが判明する。これらは、親鸞が唱えた現生正定聚と考え方が一致していないが、親鸞の教えが整理されるようになるのは浄土真宗教団が確立された室町時代以降の話であり、親鸞およびその家族それぞれの信仰の間には天台宗などの既存の宗派の信仰観の影響を受けて微妙なずれが生じたのは当然であったと考察している。
一方、恵信尼が、消息で、親鸞はじめ知人や自分自身の極楽往生を確信していること等から、専修念仏という視点からは、恵信尼と親鸞の信仰観はほとんど変わらなかったという指摘もある。さらに、恵信尼と親鸞の信仰観が相違するか否かは、恵信尼個人の信仰の問題に留まらず、専修念仏思想の歴史的意義付けに係わる問題とする意見もある。

## その他

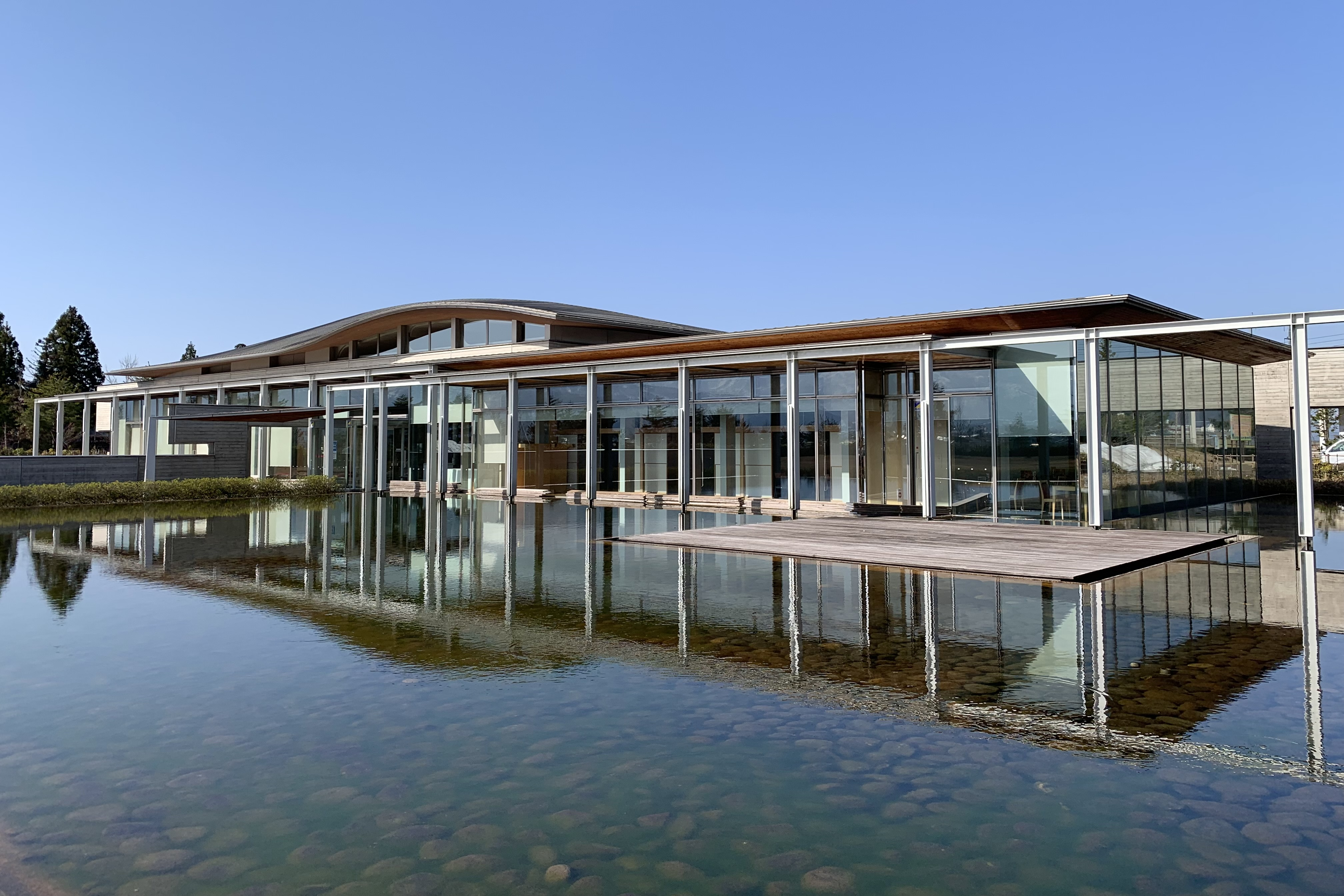
ゑしんの里記念館

晩年を過ごした地とされる新潟県上越市板倉区では「ゑしんの里」のキャッチコピーのもとで「ゑしんの里記念館」などの観光施設が整備されている。